# Burlats
Burlats ist eine südfranzösische Gemeinde mit 2.010 Einwohnern (Stand: 1. Januar 2022) im Département Tarn in der Region Okzitanien (vor 2016: Midi-Pyrénées). Burlats gehört zum Arrondissement Castres und ist Teil des Kantons Castres-2 (bis 2015: Kanton Roquecourbe).

## Geographie
Burlats liegt im Haut-Languedoc, etwa 70 Kilometer östlich von Toulouse und etwa sieben Kilometer nordöstlich von Castres am Fluss Agout. Umgeben wird Burlats von den Nachbargemeinden Lacrouzette im Norden und Nordosten, Le Bez im Osten, Saint-Salvy-de-la-Balme im Süden und Südosten, Castres im Süden und Westen sowie Roquecourbe im Nordwesten. 
Burlats liegt an der Via Tolosana, einer der vier historischen „Wege der Jakobspilger in Frankreich“.

## Bevölkerungsentwicklung
| Jahr                      | 1962 | 1968 | 1975 | 1982 | 1990 | 1999 | 2006 | 2012 |
| Einwohner                 | 1163 | 1141 | 1176 | 1313 | 1670 | 1829 | 1846 | 1935 |
| Quelle: Cassini und INSEE |      |      |      |      |      |      |      |      |

## Sehenswürdigkeiten
- romanisches Haus, sog. Pavillon d'Adélaïde, im 12. Jahrhundert erbaut
- Haus Adam aus dem 12. Jahrhundert, Monument historique seit 1927
- früherer Stift Saint-Pierre, Kirchbau aus der Zeit nach den Religionskriegen, seit 1945 Monument historique
- Schloss aus dem 17. Jahrhundert mit einem Turm aus dem 14. Jahrhundert
- Steintor La Vistoure aus dem 14. Jahrhundert

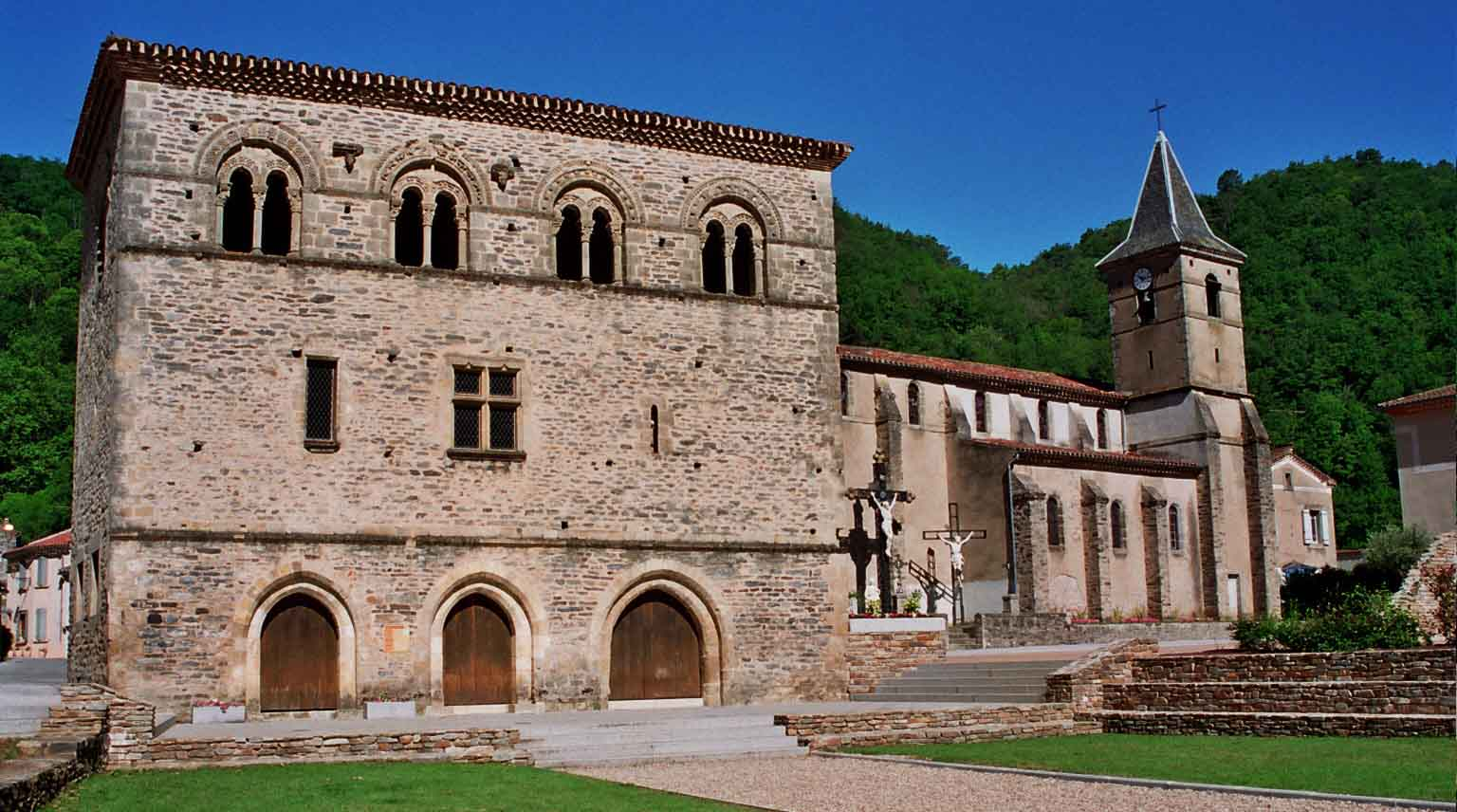
Pavillon d'Adélaïde
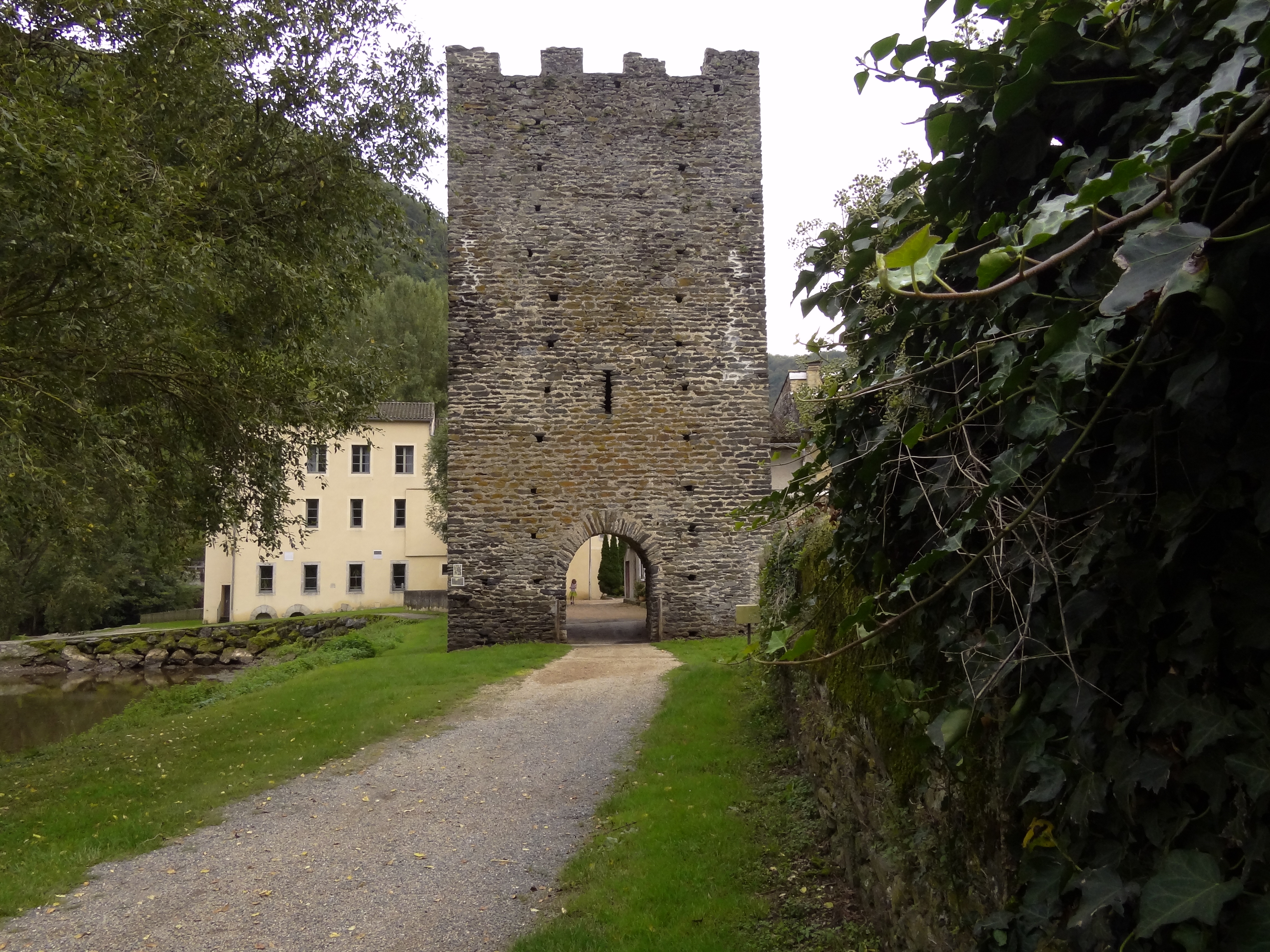
Turm La Vistoure
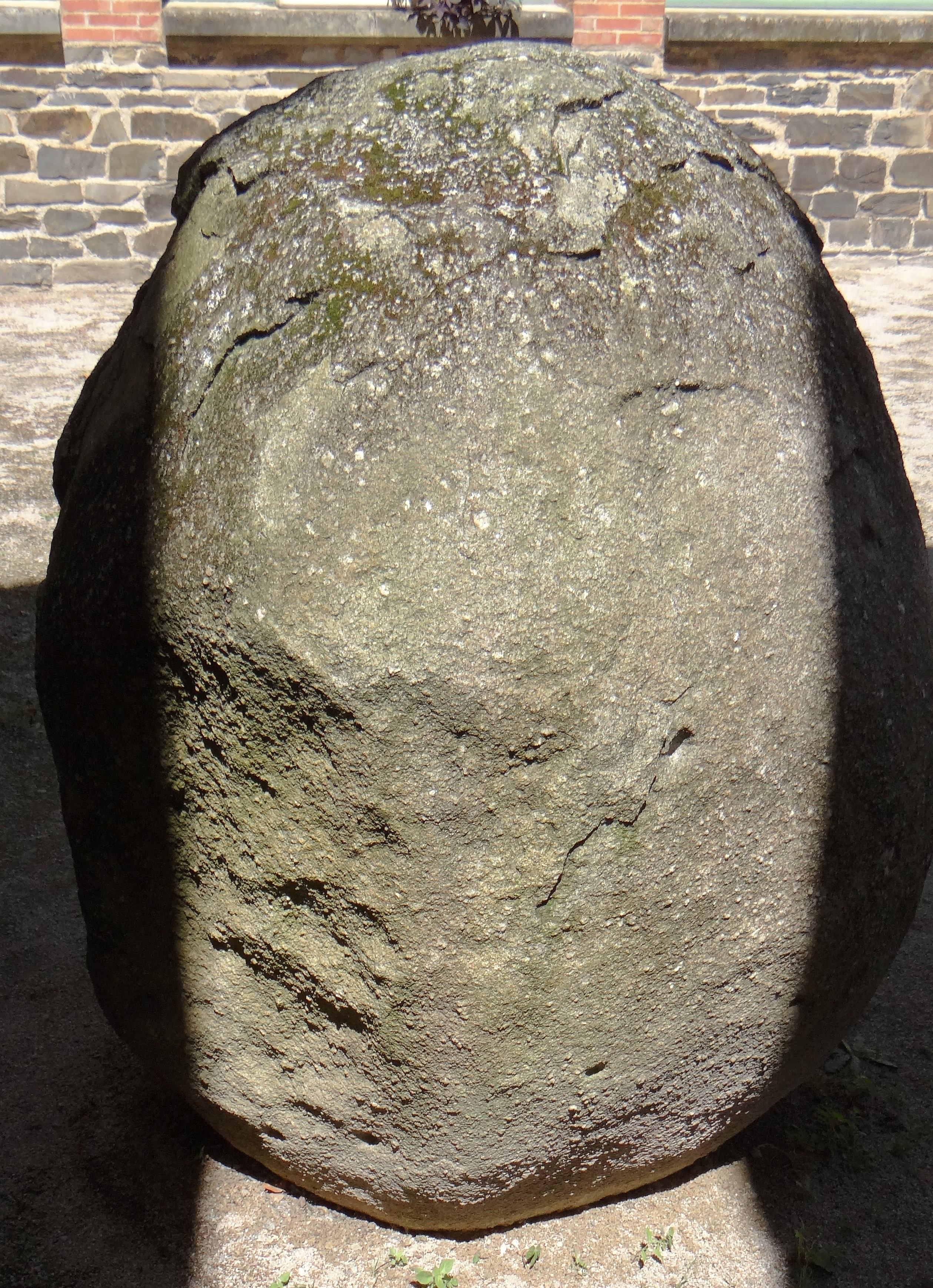
Schalenstein « Le grain »
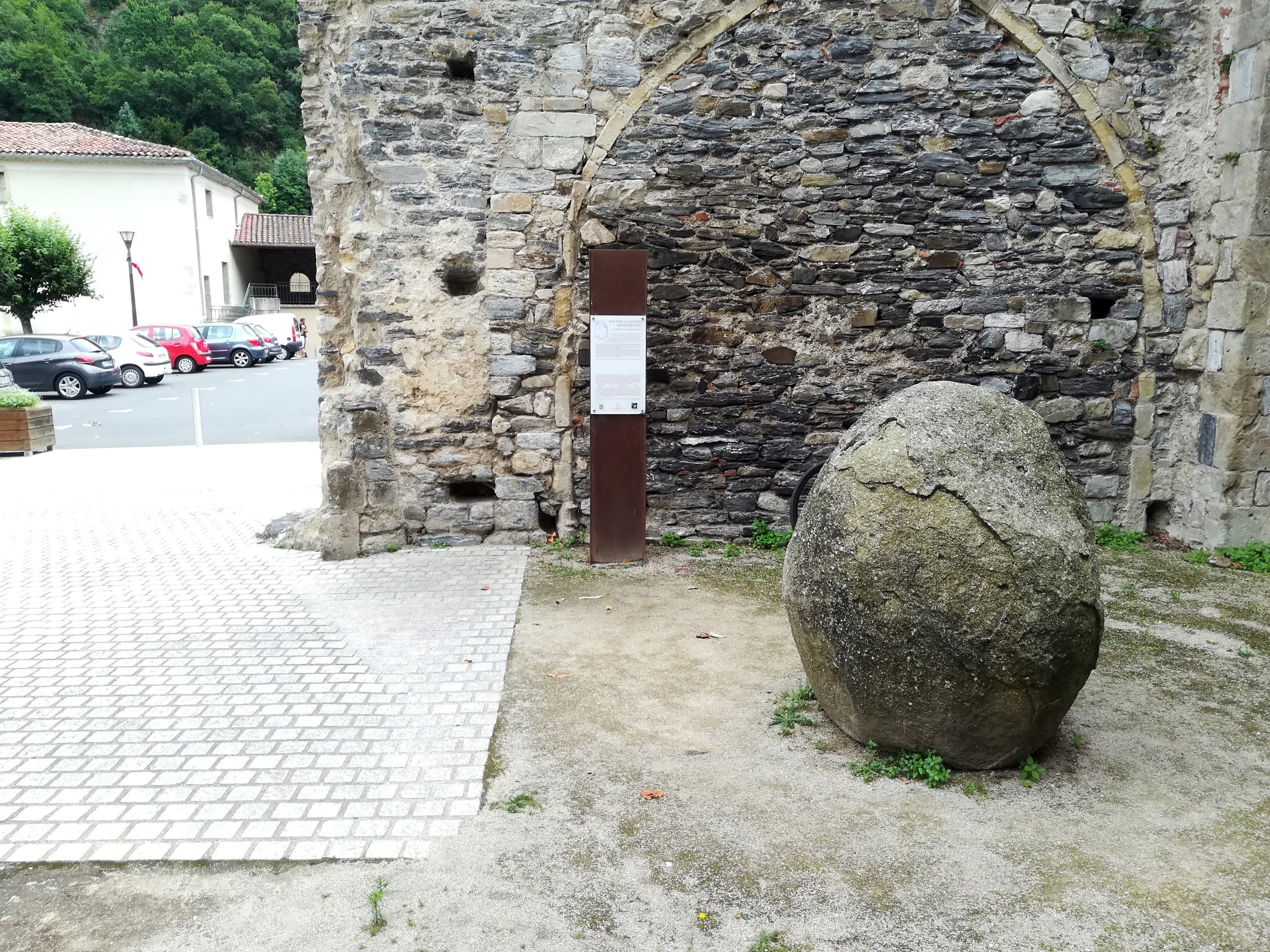
Schalenstein « Le grain »

## Persönlichkeiten
- Adélaïde de Toulouse (gestorben 1200), Förderin der schönen Künste